# Остон Урунов
Остон Урунов (узб. Oston O'runov, нар. 19 грудня 2000, Навої) — узбецький футболіст, півзахисник іранського «Персеполіса» та національної збірної Узбекистану.

## Клубна кар'єра
Народився 19 грудня 2000 року в місті Навої. Вихованець футбольної школи «Пахтакора». З 2017 року почав включатися до заявки його основної команди, проте виступи на дорослому рівні розпочав того ж року лише перейшовши до «Навбахора».
Згодом протягом 2019–2020 років грав за ташкентський «Локомотив», у складі якого став володарем Кубка Узбекистану 2019.
2020 року перебрався до Росії, уклавши контракт із «Уфою», згодом також грав за московський «Спартак» та «Урал».
2023 року повернувся на батьківщину, де знову став гравцем «Навбахора», а наступного року перейшов до іранського «Персеполіса».

## Виступи за збірну
2019 року дебютував в офіційних матчах у складі національної збірної Узбекистану.
У складі збірної був учасником кубка Азії з футболу 2023 року в Катарі. Наступного року брав участь у футбольному турнірі на Олімпійських іграх 2024 року в Парижі.
| Дата      | Місто   | Господарі  | Результат | Гості          | Турнір           | Голи | Примітки |
| --------- | ------- | ---------- | --------- | -------------- | ---------------- | ---- | -------- |
| 2-6-2019  | Анталія | Туреччина  | 2 – 0     | Узбекистан     | товариський матч | -    | 60'      |
| 7-6-2019  | Ташкент | Узбекистан | 4 – 0     | Північна Корея | товариський матч | -    | 66'      |
| 11-6-2019 | Ташкент | Узбекистан | 2 – 0     | Сирія          | товариський матч | -    | 60'      |
| 9-9-2019  | Амман   | Ірак       | 0 – 0     | Узбекистан     | товариський матч | -    | 64'      |
| Усього    |         | Матчів     | 4         |                | Голів            | 0    |          |

## Титули і досягнення
- Володар Кубка Узбекистану (1):

«Локомотив» (Ташкент): 2019
- Чемпіон Ірану (1):

«Персеполіс»: 2023-24